# مطلق الشليمي
مطلق محمد صعصيع الشليمي الظفيري  (1937 - 2000) نائب سابق في مجلس الأمة الكويتي، ورئيس سابق لنادي النصر الكويتي.

## السيرة الذاتية
من المؤسسين لنادي النصر الكويتي عام 1965 وأسس كرة اليد في الكويت ومن المؤسسين لكرة الطائرة في الكويت، ثم أختير أمينً للسر لنادي النصر عام 1967 ثم عضو في عام 1968 ثم رئيسً لنادي النصر من عام 1969 الي عام 1979 ثم شارك في عضوية نادي الشهداء وهو صاحب أقتراح تغيير مسمي النادي من الشهداء الي الجهراء.

## السيرة البرلمانية
شارك في أنتخابات المجلس البلدي 1980 وحصل المركز الثاني. وشارك في انتخابات مجلس الأمة الكويتي 1967 في الدائرة الرابعة، وحصل على المركز الرابع والثلاثون برصيد 132 صوت وخسر الانتخابات، وشارك في انتخابات مجلس الأمة الكويتي 1971 في الدائرة الثالثة، وحصل على المركز الثاني عشر برصيد 420 صوت وخسر الانتخابات، وشارك في انتخابات مجلس الأمة الكويتي 1975 في الدائرة الثالثة، وحصل على المركز الثاني عشر برصيد 564 صوت وخسر الانتخابات، وشارك في انتخابات مجلس الأمة الكويتي 1981 في الدائرة التاسعة عشر، وحصل على المركز الأول برصيد 438 صوت وفاز بالانتخابات، وصوّت ضد مبدأ تنقيح الدستور وقال كلمته الشهيرة الأخ الرئيس : من لم يمت بالسيف مات بغيره تعددت الأسباب والموت واحد. قد أكون بسيطاً في تعليمي بواسطة المطاوعة والملالوة ولكن أعرف أن تنقيح الدستور يضر بالبلد وخطير علي مصالح الشعب الكويتي «الأخ الرئيس غير موافق».
وشارك في انتخابات مجلس الأمة الكويتي 1985 في الدائرة التاسعة عشر، وحصل على المركز الرابع برصيد 383 صوت وخسر الانتخابات، وشارك في انتخابات مجلس الأمة الكويتي 1992 في الدائرة التاسعة عشر، وحصل على المركز الخامس برصيد 347 صوت وخسر الانتخابات، وشارك في انتخابات مجلس الأمة الكويتي 1996 في الدائرة التاسعة عشر، وحصل على المركز الحادي عشر برصيد 209 أصوات وخسر الانتخابات.